# ۱۹۱۹ (فیلم)
«۱۹۱۹» (انگلیسی: 1919 (film)) یک فیلم است که در سال ۱۹۸۵ منتشر شد. از بازیگران آن می‌توان به پل اسکوفیلد اشاره کرد.